# Ocean View
Ocean View – miasto w Stanach Zjednoczonych, w stanie Delaware, w hrabstwie Sussex.